# Wannweil
Wannweil je općina u njemačkoj saveznoj pokrajini Baden-Württemberg, 5 kilometara udaljena od Reutlingena. Wannweil se prvi puta spominje 1465. godine kao Wannwyle.

## Geografski položaj
Smješten je na rijeci Echatzal, između gradova Reutlingena i Tübingena. 

## Demografija
Po popisu stanovništva s kraja 2007. godine, Wannweil ima 5123 stanovnika.

## Politika
Načelnica je Anette Rösch, koja je izabrana 1995. godine. Drugi joj mandat traje do 2011.

## Poznate osobe
- Guido Buchwald, njemački profesionalni nogometaš i trener.
- Horst Köhler, njemački predsjednik

## Vanjske poveznice
- Službena stranica